# Kris Freeman
Pour les articles homonymes, voir Freeman.
Kris Freeman, né le 14 octobre 1980 à Concord, est un fondeur américain.

## Biographie
Freeman, débutant au niveau international en 1998, obtient son meilleur résultat aux Championnats du monde junior en 2000 à Štrbské Pleso, avec une huitième place en sprint. En 2000-2001, il est sélectionné aussi en Coupe du monde à Soldier Hollow, marquant ses premiers points pour le classement général (top trente).
En 2002, il dispute ses premiers jeux olympiques à Salt Lake City, finissant 14e de la poursuite et cinquième du relais notamment. Lors de la saison 2003-2004, Freeman se classe dans le top dix à deux reprises, dont au cinquième rang au quinze kilomètres de Davos.
Il participe aux Championnats du monde depuis 2001. Il a terminé quatrième du 15 km classique des Mondiaux de Val di Fiemme en 2003, puis réedite cette performance en 2009 à Liberec.

## Palmarès

### Jeux olympiques
| Épreuve / Édition      | Sprint                           | Sprint                           | 15 km                            | 15 km                            | Poursuite / Skiathlon 2 × 15 km | 50 km   | Relais                           | Relais    |
| Épreuve / Édition      | libre                            | classique                        | libre                            | classique                        | Poursuite / Skiathlon 2 × 15 km | 50 km   | Sprint                           | 4 × 10 km |
| JO 2002 Salt Lake City | 41e                              | Épreuve inexistante à cette date | Épreuve inexistante à cette date | 22e                              | 14e                             | -       | Épreuve inexistante à cette date | 5e        |
| JO 2006 Turin          | —                                | Épreuve inexistante à cette date | Épreuve inexistante à cette date | 21e                              | -                               | 61e     | -                                | 12e       |
| JO 2010 Vancouver      | Épreuve inexistante à cette date | -                                | 59e                              | Épreuve inexistante à cette date | 35e                             | Abandon |                                  | -         |
| JO 2014 Sotchi         | —                                | Épreuve inexistante à cette date | Épreuve inexistante à cette date | 52e                              | 54e                             | 57e     | -                                | -         |

- : pas d'épreuve
- — : non disputée par Freeman

### Championnats du monde
| Épreuve / Édition           | Sprint                           | Sprint                           | 15 km                            | 15 km                            | Poursuite / Skiathlon 2 × 15 km | 30 km                            | 50 km | Relais | Relais    |
| Épreuve / Édition           | libre                            | classique                        | libre                            | classique                        | Poursuite / Skiathlon 2 × 15 km | 30 km                            | 50 km | sprint | 4 x 10 km |
| Mondiaux 2001 Lahti         | —                                | Épreuve inexistante à cette date | Épreuve inexistante à cette date | 62e                              | 54e                             | 50e                              | -     | —      | —         |
| Mondiaux 2003 Val di Fiemme | —                                | Épreuve inexistante à cette date | Épreuve inexistante à cette date | 4e                               | 14e                             | -                                | -     | —      | 12e       |
| Mondiaux 2005 Oberstdorf    | Épreuve inexistante à cette date | —                                | -                                | Épreuve inexistante à cette date | 50e                             | Épreuve inexistante à cette date | -     | -      | 11e       |
| Mondiaux 2007 Sapporo       | Épreuve inexistante à cette date | —                                | 61e                              | Épreuve inexistante à cette date | 19e                             | Épreuve inexistante à cette date | 12e   | —      | -         |
| Mondiaux 2009 Liberec       | —                                | Épreuve inexistante à cette date | Épreuve inexistante à cette date | 4e                               | -                               | Épreuve inexistante à cette date | -     | 11e    | 12e       |
| Mondiaux 2011 Oslo          | 58e                              | Épreuve inexistante à cette date | Épreuve inexistante à cette date | 24e                              | 29e                             | Épreuve inexistante à cette date | -     | —      | 14e       |
| Mondiaux 2013 Val di Fiemme | Épreuve inexistante à cette date | —                                | -                                | Épreuve inexistante à cette date | 40e                             | Épreuve inexistante à cette date | 37e   | -      | 10e       |
| Mondiaux 2015 Falun         | Épreuve inexistante à cette date | —                                | 59e                              | Épreuve inexistante à cette date | 48e                             | Épreuve inexistante à cette date | DNS   | -      | -         |

Légende :
- : pas d'épreuve
- — : non disputée par Freeman
- DNS : inscrit, mais pas au départ

### Coupe du monde
- Meilleur classement général : 27e en 2011.
- Son meilleur résultat individuel date de 2009, avec une quatrième place lors d'un 15 kilomètres classique disputé à Lahti.

#### Classements par saison
| Année     | Classement général final | Classement distance | Classement sprint |
| 2000-2001 | 106e                     |                     | 65e               |
| 2002-2003 | 44e                      | 27e                 |                   |
| 2003-2004 | 84e                      |                     |                   |
| 2004-2005 | 79e                      | 51e                 |                   |
| 2005-2006 | 107e                     | 73e                 |                   |
| 2006-2007 | 56e                      | 32e                 |                   |
| 2007-2008 | 66e                      | 40e                 |                   |
| 2008-2009 | 84e                      | 51e                 |                   |
| 2009-2010 | 64e                      | 34e                 |                   |
| 2010-2011 | 27e                      | 22e                 | 91e               |
| 2011-2012 | 86e                      | 54e                 |                   |
| 2012-2013 | 75e                      | 50e                 |                   |